# Massangis
Massangis es una localidad y comuna francesa situada en la región de Borgoña, departamento de Yonne, en el distrito de Avallon y cantón de L'Isle-sur-Serein.
En 1964 absorbió Civry-sur-Serein.

## Demografía
| 539 | 568 | 677 | 639 | 1 005 | 1 056 | 963 | 1 023 | 995 | 942 | 901 | 826 | 486 | 463 | 537 | 483 | 504 | 567 | 689 | 636 | 579 | 633 | 650 | 489 | 404 | 445 | 582 | 579 | 517 | 460 | 469 | 400 | 404 |
| Para los censos de 1962 a 1999 la población legal corresponde a la población sin duplicidades (Fuente: INSEE [Consultar]) |     |     |     |       |       |     |       |     |     |     |     |     |     |     |     |     |     |     |     |     |     |     |     |     |     |     |     |     |     |     |     |     |

Gráfrico de la evolución de la población de la comuna desde 1793